# Crionica
Crionica is een geslacht van vlinders van de familie spinneruilen (Erebidae), uit de onderfamilie Calpinae.

## Soorten
- C. bifurcata Gaede, 1939
- C. cervicornis (Fawcett, 1918)
- C. diversipennis Gaede, 1939
- C. incurvata Gaede, 1939